# Raimundo de Gibelet (chambelán de Antioquía)
Raimundo de Gibelet (en francés: Raymond de Giblet; hacia 1214- después de septiembre de 1238) fue chambelán del principado de Antioquía.
Fue el segundo hijo de Guido I Embriaco, señor de Gibelet en el condado de Trípoli. Su madre fue Alicia de Antioquía, hija del príncipe Bohemundo III de Antioquía.
Su hermano mayor, Enrique, sucedió a su padre como señor de Gibelet. Raimundo se convirtió en chambelán de Antioquía.